# Wiktor Dobrzański

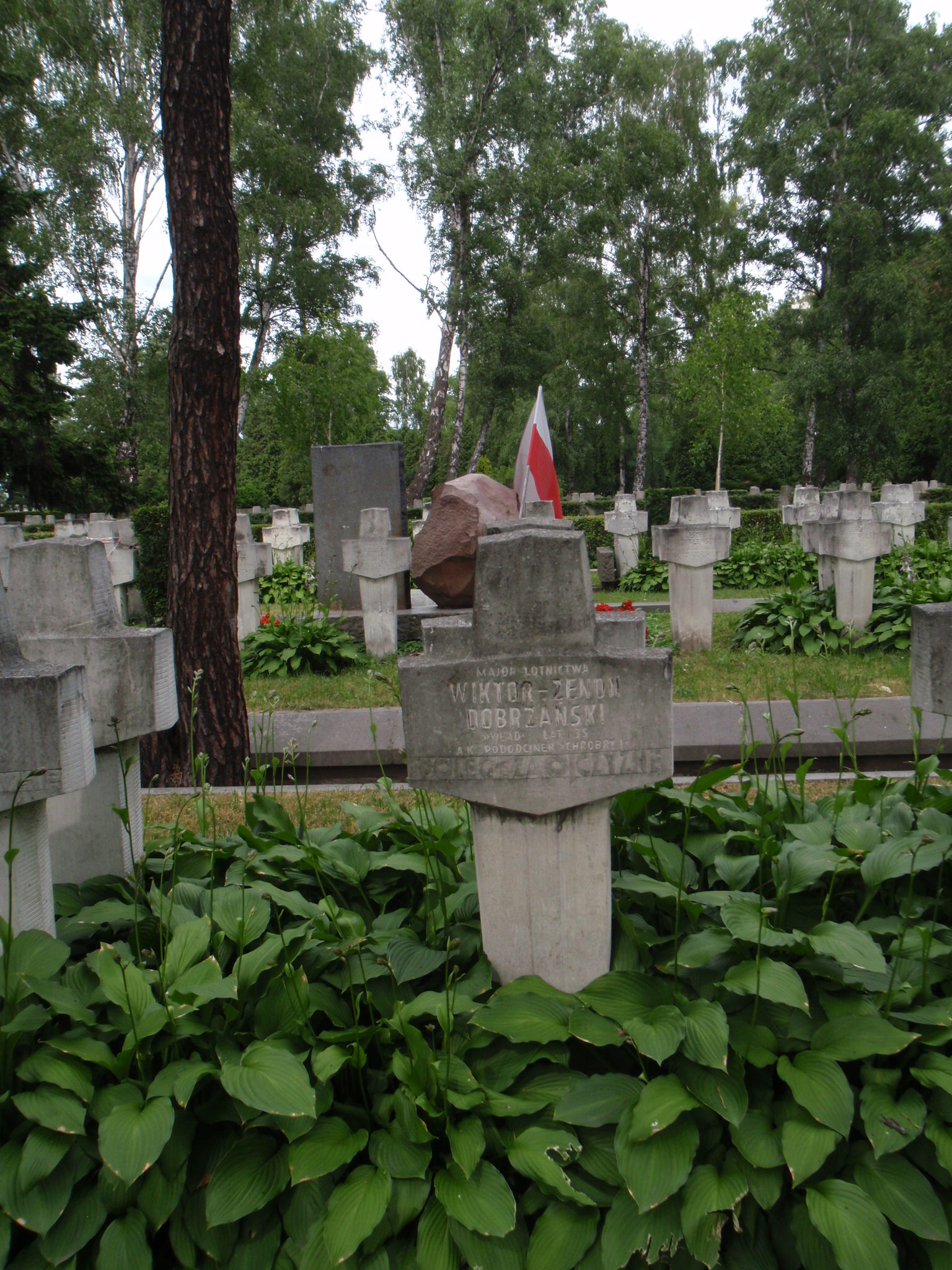
Grób Wiktora Dobrzańskiego na Cmentarzu Wojskowym na Powązkach w Warszawie

Wiktor Zenon Antoni Dobrzański ps. „Wład”, „Władek” (ur. 12 września 1906 w Kołomyi, zm. 27 sierpnia 1944 w Warszawie) – kapitan obserwator balonowy Wojska Polskiego, powstaniec warszawski, kawaler Krzyża Srebrnego Orderu Wojennego Virtuti Militari.

## Życiorys
Studiował na politechnice po uzyskaniu świadectwa dojrzałości, a następnie postanowił poświęcić się służbie wojskowej. W okresie od września 1925 do sierpnia 1929 był słuchaczem Szkoły Podchorążych Piechoty w Ostrowi Mazowieckiej. 15 sierpnia 1929 Prezydent RP Ignacy Mościcki mianował go podporucznikiem ze starszeństwem z dniem 15 sierpnia 1929 i 255. lokatą w korpusie oficerów piechoty, a Minister Spraw Wojskowych wcielił do 27 pułku piechoty w Częstochowie, w którym dowodził plutonem oraz pełnił obowiązki dowódcy kompanii. Od 1 czerwca 1931 był słuchaczem ośmiomiesięcznego kursu aplikacyjnego obserwatorów balonowych przy 1 batalionie balonowym w Toruniu. Z dniem 15 kwietnia 1932 został przeniesiony do korpusu oficerów aeronautycznych z równoczesnym przydziałem do 1 batalionu balonowego w Toruniu. Później pełnił służbę w 1 pułku lotniczym w Warszawie, a w 1939 w 2 batalionie balonowym w Legionowie. Na stopień porucznika został mianowany ze starszeństwem z 1 stycznia 1936 i 1. lokatą w korpusie oficerów aeronautycznych. W 1937, po utworzeniu korpusu oficerów lotnictwa, został zaliczony do grupy liniowej. W marcu 1939 będąc oficerem Kierownictwa Wojskowej Służby Meteorologicznej w Warszawie przebywał na kursie.
Podczas kampanii wrześniowej 1939 walczył w obronie Warszawy i został ciężko ranny. Podczas okupacji niemieckiej działał w konspiracji – był kierownikiem referatu meteorologicznego powstałego wiosną 1940 Wydziału Lotnictwa Komendy Głównej Armii Krajowej. Jego zasługą stało się zorganizowanie w całym kraju sieci posterunków meteorologicznych. Podczas podróży po kraju przebierał się w mundur majora niemieckich wojsk kolejowych oraz używał dokumentów głównego inspektora wojskowego Deutsche Ostbahn. Przewoził również broń ze Lwowa do Warszawy, a podczas jednej z takich wypraw w końcu 1943 został aresztowany we Lwowie, ale wykupiony z więzienia.
W powstaniu warszawskim był początkowo zastępcą kpt. Tadeusza Majcherczyka, a od 14 sierpnia stał na czele komisji odbioru zrzutów i od 16 sierpnia kierownikiem referatu lotnictwa w dowództwie Grupy „Północ”. Dowodził 15 sierpnia ugaszeniem pożaru budynku przy ul. Miodowej 26. Od 18 sierpnia oficer operacyjny i zastępca Tadeusza Majcherczyka, dowódcy batalionu AK „Chrobry I”. Walczył w rejonie Starego Miasta, Arsenału, Pasażu Simonsa. Zginął 27 sierpnia w wieżyczce pasażu Simonsa od kuli niemieckiego snajpera. Pochowany na Powązkach Wojskowych w Warszawie (kwatera B 8 rz. 6 m. 19).

## Ordery i odznaczenia
- Krzyż Srebrny Orderu Wojennego Virtuti Militari[13]
- Krzyż Walecznych (18 sierpnia 1944[4])